# Marcos Senna
Marcos Antônio Senna da Silva (São Paulo, 1976. július 17. –) brazil születésű Európa-bajnok spanyol labdarúgó.

## Pályafutása
São Pauloban született, a Rio Branco csapatában kezdte pályafutását. Azután, hogy több csapatban is játszva nem talált stabil helyet magának sehol, 2002-ben Spanyolországba ment, a Villarreal csapatába. A lassú rajt után (25 mérkőzésen vett részt az első két szezonjában) folyamatos tag lett a kezdőcsapatban, és nagy szerepet játszott a csapat Bajnokok Ligája elődöntő részvételében a 2005-06-os szezonban, és megkapta a csapatkapitányi karszalagot.
2008. április 27-én a kezdőkörből szerzett gólt a Betis csapata ellen, amit élete góljának nevezett. A szezonban mindössze három meccset hagyott ki, így 33 mérkőzésével hatalmas szerepe volt abban, hogy a Villarreal történetének legszebb eredményét, a bajnoki második helyet szerezte meg a Real Madrid mögött.
A következő években Senna öregedett, lassult, ami megmutatkozott a csapat játékán is. 2011-12-ben megkapta a Valencia Tartomány legjobbja címet. Március 21-én a 83. percben nagyon szép szabadrúgásgólt szerzett a Real Madrid ellen, így 1-1-re mentve a mérkőzést, de év végére a Bajnokok Ligájában szereplő csapat tizenkét éves elsőosztályú szereplés után kiesett a Primera Divisiónból. Senna azonban hű maradt a klubhoz, és azt mondta, "Itt akasztom szögre a cipőm."

## Sikerei, díjai
- Brazil országos bajnok : 1999
- FIFA-klubvilágbajnokság győztes : 2000
- Intertotó kupa győztes : 2003,2004
- Európa- bajnok : 2008